# ولاية أدرار
ولاية أدرار ، (بالتيفيناغ :ⴰⴷⵔⴰⵔ) هي ولاية تقع في الجنوب الغربي للجزائر. هي الولاية رقم 01 في تصنيف الولايات حسب التنظيم الإداري الجزائري. يسود في الولاية المناخ الصحراوي، وأغلبية تضاريسها رملية مع مناطق جرداء صخرية في شمال الولاية تسمى الحمادات، وكما يغلب الطابع الريفي الحضري على الولاية، وحجم السكان فيها صغير نسبيا مقارنة بمساحتها.

أهم مدنها أدرار،بودة .تيمي. رقان، تسابيت، زاوية كنتة، تمنطيط، أولف

## اللهجة المحلية
يتكلم سكانها اللهجة التواتية كما أن هناك من يتكلمون أيضا اللغة الزناتية وبخاصة سكان منطقة قورارة أي نواحي تيميمون، وهي لغة فرقة أهليل (فرقة موسيقى فلكلورية محلية وشعبية) إضافة الى اللغة التارڨية بالولاية وبعض البلديات.

## المساحة والسكان
تبلغ مساحة الولاية 427 000 كيلومتر مربع وتضم 389 898 نسمة (2008) تضم 11 دائرة و 28 بلدية و 299 قصر.
| ذكور   | فئة عمرية     | إناث   |
| ------ | ------------- | ------ |
| 640    | 85 سنة وأكثر  | 639    |
| 908    | 80 إلى 84 سنة | 664    |
| 1٬842  | 75 إلى 79 سنة | 1٬628  |
| 2٬232  | 70 إلى 74 سنة | 1٬879  |
| 3٬456  | 65 إلى 69 سنة | 3٬001  |
| 3٬677  | 60 إلى 64 سنة | 3٬239  |
| 4٬649  | 55 إلى 59 سنة | 4٬744  |
| 5٬912  | 50 إلى 54 سنة | 5٬533  |
| 8٬868  | 45 إلى 49 سنة | 8٬565  |
| 9٬989  | 40 إلى 44 سنة | 9٬616  |
| 10٬824 | 35 إلى 39 سنة | 10٬921 |
| 12٬303 | 30 إلى 34 سنة | 12٬401 |
| 20٬097 | 25 إلى 29 سنة | 19٬642 |
| 23٬822 | 20 إلى 24 سنة | 23٬175 |
| 24٬561 | 15 إلى 19 سنة | 23٬200 |
| 23٬108 | 10 إلى 14 سنة | 22٬451 |
| 22٬351 | 5 إلى 9 سنوات | 21٬253 |
| 24٬567 | 0 إلى 4 سنوات | 23٬287 |
| 31     | غير معروف     | 39     |

## الجغرافيا

### الموقع

ولاية أدرار.

تقع ولاية أدرار في جنوب الجزائر يحدها:
- شمالا: ولاية بشار، ولاية البيض وولاية غرداية
- شرقا: ولاية غرداية وولاية تمنراست
- غربا: ولاية تندوف، ولاية بشار ودولة موريتانيا
- جنوبا: ولاية تمنراست ودولة مالي

### المناخ
يتعدد المناخ بولاية أدرار وذلك ناجم عن شساعة مساحتها، فبالرغم من أن المناخ الصحراوي الجاف سائد إلا أنه يمكن تمييز ثلاث مناطق هي:
- مناخ شبه صحراوي: يسود المناطق الشمالية للولاية أي شمال منطقة قورارة ويتميز بصيف حار وشتاء معتدل قليل البرودة، الأمطار نادرة وفجائية.
- مناخ صحراوي: يسود غالب مناطق الولاية ويميزه صيف شديد الحرارة وشتاء معتدل.
- مناخ شبه مداري: صيف حار ورطب وشتاء جاف، الأمطار موسمية تتهاطل في فصل الصيف.

### الطوبوغرافيا
تتمتع أدرار بتنوع تضاريسي كبير فنجد بها:
- الأودية: أهمها واد الساورة مسعود، واد أمقيدن (ينبع من المنيعة)، وادي قارته (أحد روافد وادي مسعود وينبع من الشمال الشرقي لمنطقة تيديكلت)
- العرق: جزء من العرق الغربي الكبير والعرق الشرقي الكبير بمنطقة قورارة (تيميمون) وعرق شاش.
- الهضاب: أهمها هضبة تادمايت.
- الحمائد (السهول الصحراوية القاحلة): أهمها حمادة تانزروفت.
- السبخات: مناطق منخفضة في مجاري الأودية وهي عبارة عن بقايا رسوبية وكلسية وعادة ما تكون ذات تربة مالحة. أهمها سبخة تمنطيط.

## البيئة، الغطاء النباتي والحياة البرية

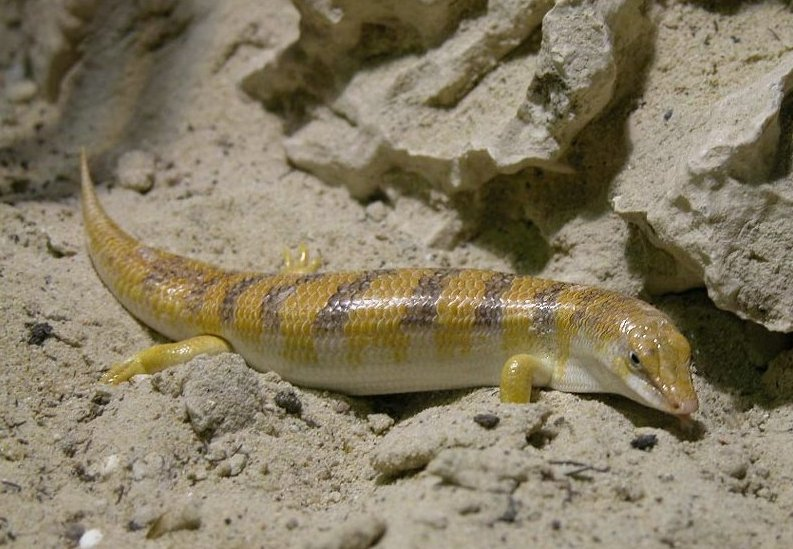
صورة لسمكة الرمال بصحراء أدرار.

إن النظام الإيكولوجي بالصحراء الجزائرية هش جدا فرغم كل محاولات السلطات لحمايته إلا أن التصحر بقي يهدد الكثير من الواحات بالزوال. ولحماية التنوع البيولوجي للمنطقة (النباتات والحيوانات) بالإضافة إلى الماء عكف فلاحوا المنطقة وبدعم من السلطات على توسيع الواحات الموجودة أصلا وإضافة مناطق جديدة مستصلحة حديثا واستعمال تقنيات ري اقتصادية.
الغطاء النباتي بالإضافة إلى الواحات (زراعة معيشية) يتواجد بالولاية غطاء نباتي بري خاصة المراعي الحدودية بمنطقة برج باجي مختار وتيمياوين، ونذكر من الأنواع النباتية: الرتم، الأكاسيا، ساليفا، أريستيدا وغيرها.
الثروة الحيوانية ينتشر ببراري ومراعي ولاية أدرار الكثير من الأنواع الحيوانية نذكر: الفنك، الغزال، الجربوع، قنفذ الصحراء، الجمال، الضربان ومختلف أنواع الزواحف كالأفاعي ذات القرون، العقارب، سمك الرمل.

## الماء
بالرغم من عدم وجود مياه سطحية يمكنها تلبية الطلب المتزايد على المياه الصالحة للشرب إلا أن أغلب بلديات وقصور الولاية مزودة بالماء الصالح للشرب ويعود ذلك إلى المياه الجوفية التي قدر حجمها بأربعين الف مليار م³، تقول السلطات المحلية أن 70% من المواطنين لا يسددون فواتير استهلاك الماء وهو الشيء الذي دفع إلى تقليص ساعات التزويد بالماء إلى النصف.

### الفقارة

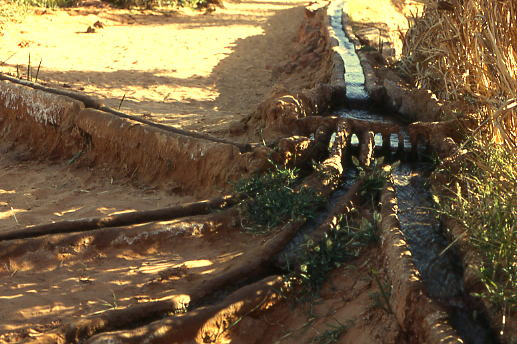
طريقة توزيع الماء بواحة تيميمون

طور السكان بالولاية منذ القدم أساليب لإستغلال والحفاظ على المياه الجوفية أهمها الفقارة. تحفر الفقارات بالتعاون بين أبناء القصر ويتقاسمون مياهها فيما بينهم كل على حسب إسهامه في إنشائها ووحدة قياس الماء هي القيراط.
بعد تطور التقنية والبدء بحفر الآبار الارتوازية تراجع دور الفقارة وقل الاهتمام بترميمها الشيء الذي أدى إلى تضررها ونضوب الكثير منها.

## الجغرافيا الإدارية
أثناء فترة الاستعمار
مرة الجغرافية الإدارية لولاية أدرار بأقاليمها الثلاث (توات، قورارة، تيديكلت) بعدة مراحل تقسيمية ممتالية:
- 14 أوت 1905 إنشاء أقاليم الجنوب الإربعة (عين الصفراء، غرداية، الواحات وتقرت).
- 7 أوت 1957 تعويض أقاليم الجنوب بمحافظات الجنوب، محافظة الساورة ومحافظة الواحات. في هذه الفترة كانت ولاية أدرار تقع ضمن محافظة الساورة ممثلة بدائرتي تيميمون وأدرار.

بعد الاستقلال
- 1962 - 1974 بعد الاستقلال كانت ولاية أدرار جزاً من ولاية الساورة ممثلة بدائرتين هما أدرار وتيميمون.
- 1974 بعد توسيع قائمة الولايات من 17 إلى 31 تم إضافة ولاية أدرار التي تضم دائرتي تيميمون وأدرار. حافظة الولاية على نفس المساحة الإدارية بعد توسيع قائمة الولايات عام 1983 لتصبح 48 ولاية.

## تاريخ

### ماقبل التاريخ

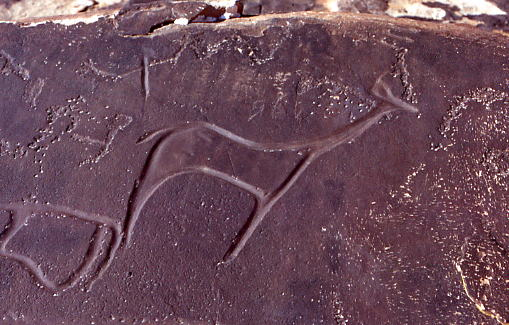
نقوش حجرية في الصحراء الجزائرية

تاريخ ولاية أدرار هو جزء من تاريخ الصحراء الذي يرجع إلى عصور ماقبل التاريخ وخير شاهد على ذلك غاباتها المتحجرة بمنطقة أولف وبهضبة تادميت وبالعرق الكبير. ويرجع تاريخها إلى العصر الحجري القديم الأوسط بحدود 40 إلى 60 ألف سنة قبل أن يتعرف الإنسان على الكتابة. وذلك يثبت بأن ولاية أدرار كانت منطقة رطبة تقطعها العديد من الأنهار والأودية التي كانت تمتد إلى غاية النيجر كما كانت منطقة آهلة بالسكان.
تشهد النقوش الحجرية المنتشرة عبر العديد من المواقع بالولاية على الحياة اليومية لإنسان ماقبل التاريخ بالمنطقة وما كان يحيط به من حيوانات، غابات وسفانا. ويظهر من خلال هذه الرسوم أن الإنسان في تلك الحقبة كان يعتمد على الصيد كمصدر رئيسي للحياة وذلك قبل أن يترشد إلى استخدام النار. يوجد كذلك آثار للأدوات الحجرية التي مهدة لبناء حضارة ماقبل التاريخ بالصحراء (الهقار، الطاسلي، توات، قورارة والساورة إلى غاية الأطلس الصحراوي ومنطقة القصور، النعامة والبيض).

### تاريخ اليهود بأدرار
موجات الهجرات التي يشير إليها المؤرخون في منطقة الجيتول في الجزائر الحالية (توات أدرار ومزاب) بين 132 و135 ميلادية هي:
- أول تحرك كان لمجتمعي البربر المتهودون واليهود الفارين من برقة، اخترقوا الجيتول هربا من الرومان ليستقروا في توات ومزاب.
- سكان من سوريا المهودة عبروا من برقة خلال القرن الثالث.
- خلال القرن السابع مجتمع يهودي يقدم من شبه جزيرة أيبيريا.
- مجتمع يهودي قادم من يثرب بشبه الجزيرة العربية خلال فترة الفتوحات الإسلامية ببلاد المغرب ليستقر بتوات ومزاب. المعلومات مصدرها أ.ج.ب مارتان وجاكوب أوليال وحسبهما خلال القرن الأول للميلاد استقرت مجتمعات يهودية بإقليم الجيتول وأسست قصور بأرض توات بالمناطق المحددة التالية: تخفيفت، تمنطيط، تماسخت وتسفاوت الذي أسس سنة 517.[8]

اعتنق اليهود القدامى الإسلام وسكنوا منطقة تمنطيط حيث كانوا حرفيين.

### الحقبة الإسلامية
وصل الإسلام إلى توات بفضل التجار وبعض الدعاة فاعتنقه أهلها وكان ذلك مزامناً لوصول جيوش المسلمين إلى المغرب العربي ودخول الإسلام اليه على يد الصحابي عقبة بن نافع الفهري القرشي سنة 46هـ الموافق 666م. ارتد أهل إقليم توات بعد ذلك إلى النصرانية من جديد، جاء في كتاب تاريخ الجزائر العام للشيخ عبد الرحمان الجيلالي أن عقبة بن نافع قال: 
| ولاية أدرار | إن إفريقية إذا دخلها الإمام تحوموا بالإسلام فاذا خرج منها رجع من كان أسلم وارتد إلى الكفر | ولاية أدرار |

بعد هزيمة الكاهنة على يد حسان بن النعمان في عهد عبد الملك بن مروان سنة:82هـ الموافق 701م عاد أهل توات إلى الإسلام لتنشط بها الحركة العلمية والفقهية وخير شاهد زواياها وعلمائها. يقع بتمنطيط أقدم مسجد بالولاية
وذلك بقصر تيلوت ويعود تاريخه ل 106هـ الموافق 725م.

### فترة الاستعمار الفرنسي
دخل الاستعمار الفرنسي ولاية أدرار مع مطلع القرن العشرين. كانت أدرار إحدى مناطق الولاية السادسة للثورة مر بها الكثير من القادة الثوريين أمثال عبد العزيز بوتفليقة القائد السياسي والعسكري للولاية السادسة. شهدت العديد من المعارك نذكر منها:
- 1957/10/15 انتفاضة حاسي صاكة.
- 1957/11/06 معركة تسلقة.
- 1957/11/27 معركة حاسي غنبو.
- ديسمبر 1959 عملية قصر تاغوزي.
- 1960/03/13 معركة دماغ لعبيد.
- 1960/10/08 معركة بوغرافة.
- 1961/10/10 معكرة حاسي قرقور.
- 1961/10/20 معركة الضبابة.

أسست فرنسا العديد من المنشآت العسكرية وأعطت المنطقة عناية خاصة لتكون فيما بعد مركزا لتجاربها النووية الأولى بمنطقة حمورية برقان وهي:
- 1960/02/13 هي أول تجربة نووية فرنسية والأولى بالمنطقة سميت اليربوع الأزرق.[11]
- 1960/04 التجربة الثانية وسميت اليربوع الأبيض.
- 1960/12/27 التجربة الثالثة وسميت اليربوع الأحمر.[12]
- 1961/04/25 التجربة الرابعة وسميت اليربوع الأخضر.

### الاستقلال
مع إعلان استقلال الجزائر في 5 جويلية 1962 أعلن المغرب نيته استرجاع أراضيه المتمثلة في أقاليم ولاية أدرار الثلاث بالإضافة إلى ولايات بشار وتيندوف. أدى هذا الوضع إلى نشوب حرب عرفت بحرب الرمال في أكتوبر 1963. تم إمضاء وقف إطلاق النار النهائي بتاريخ 20 فيفري 1964 بوساطة من منظمة الوحدة الأفريقية.
بقى الجيش الفرنسي متواجداً بقاعدة رقان النووية وفقاً لإتفاقيات إيفيان. بعد انقلاب هواري بومدين في 19 جوان 1965 على سلطة أحمد بن بلة قام بإنهاء التواجد العسكري الفرنسي بالجزائر عام 1969.

### توات لدى المؤرخين والرحالة
ابن بطوطة: زار ابن بطوطة توات  وقال عنها في كتابه تحفة النظار في غرائب الأمصار وعجائب الأسفار:«وقصدت السفر إلى توات ورفعت زاد سبعين ليلة...ودخلنا بودة وهي من أكبر قصور توات وأرضها رمال وسبخة وتمرها كثير...».
ابن خلدون: ذكرها في كتابه العبر وديوان المبتدأ والخبر في أيام العرب والعجم والبربر ومن عاصرهم من ذوي السلطان الأكبر قائلاً:«وفواكه بلادالسودان تاتي من توات وتيكوارين...»، وخص تمنطيط بقوله:«وطن توات وفيه قصور متعددة تناهز المئين آخذة من الغرب إلى الشرق وآخرها من جانب الشرق يسمى تمنطيت رهو بلد مستبحر في العمران وهو ركاب التجار المترددين من المغرب إلى بلد مالي من السودان لهذا العهد ومن بلد مالى إليه بينه وبين ثغر بلد مالي المسمى غار المفازة المجهلة لا يهتدى فيها للسبل ولا يمر الوارد إلا بالدليل الخريت من الملثمين الظواعن بذلك القفر يستأجره التجار على البذرقة بهم بأوفى الشروط.»
عبد الله بن محمد بن أبي بكر العياشي: قال عنها في كتابه الرحلة العياشية وهي وصف طريق الحج من أولاد عياش موطنه حتى الحجاز:«ودخلنا أول عمالة توات وهي قرى تسابيت وزرنا بأول قرية منها قبر الولي الصالح سيدي محمد بن الصالح المعروف بعريان الراس...».
ابن حوقل: قال عنها في كتابه صورة الأرض:«وبين بلاد السودان وأرض المغرب سكان من البربر ومفاوز وبراري متقطعة، قليلة المياه، متعذرة المراعي لا تسلك إلا في الشتاء...».
الحسن الوزان: قال عنها في كتابه وصف أفريقيا عن منطقة قورارة:«وتيكورارين منطقة مأهولة في صحراء نوميديا، بنحو مئة وعشرين ميلا من شرق تسابيت، حيث يوجد ما يقارب من خمسين قصرا أو أكثر من مئة قرية بين حدائق النخيل. سكان هذه المنطقة أغنياء لأنهم اعتادوا الذهاب كثيرا بسلعهم إلى بلاد السودان وهنا مجمع القوافل لأن بلاد البربر ينتظرون تجار بلاد السودان....كان بعض اليهود الأغنياء يقيمون بتيكورارين، ثم تدخل أحد فقهاء تلمسان فأدى ذلك إلى نهب أموالهم وتقتيل معظمهم من طرف السكان...».
عبد الكريم الحاجب بن محمد الصالح بن البكري : قال عنها:«توات هي الصحراء بها قصور متعددة أخدت من المشرق إلى المغرب آخرها من جانب الشرق تبلكوزة فتيميمون وشروين وتمنطيط وواد الحناء، وتشمل على قصور ذا ت نخيل واشجار...».
القاضي محمد بن عبد الكريم بن عبد الحق : قال:«توات هي صحراء في اعلى المغرب ذات نخيل واشجار وعيون بينها وبين سجلماسة 13عشر يوما.....وعدد قصورها في القرن الحادي عشر مئتا قصر أوسطها بودة وتيمي وتمنطيط».
احمد الادريسي الطاهري : ذكرها في كتابه نسيم النفحات بقوله:«توات ارض ذات سباخ، كثيرة الرمال والرياح لايحيط بها جبال ولا أشجار شديدة الحرارة المفرطة لايكاد ينبت فيها الا النخيل وبعض الأشجار القليلة لفرط حرارتها...».

## أصل الكلمة
أدرار / أدرار هو اسم مذكر مفرد (الجمع: إدورار / إدهور). هذه الكلمة البربرية تعني "الجبل"، وهي كلمة فريدة وشبه عامة في جميع أنحاء البلاد الأمازيغية.

## السكان

### التركيبة السكانية

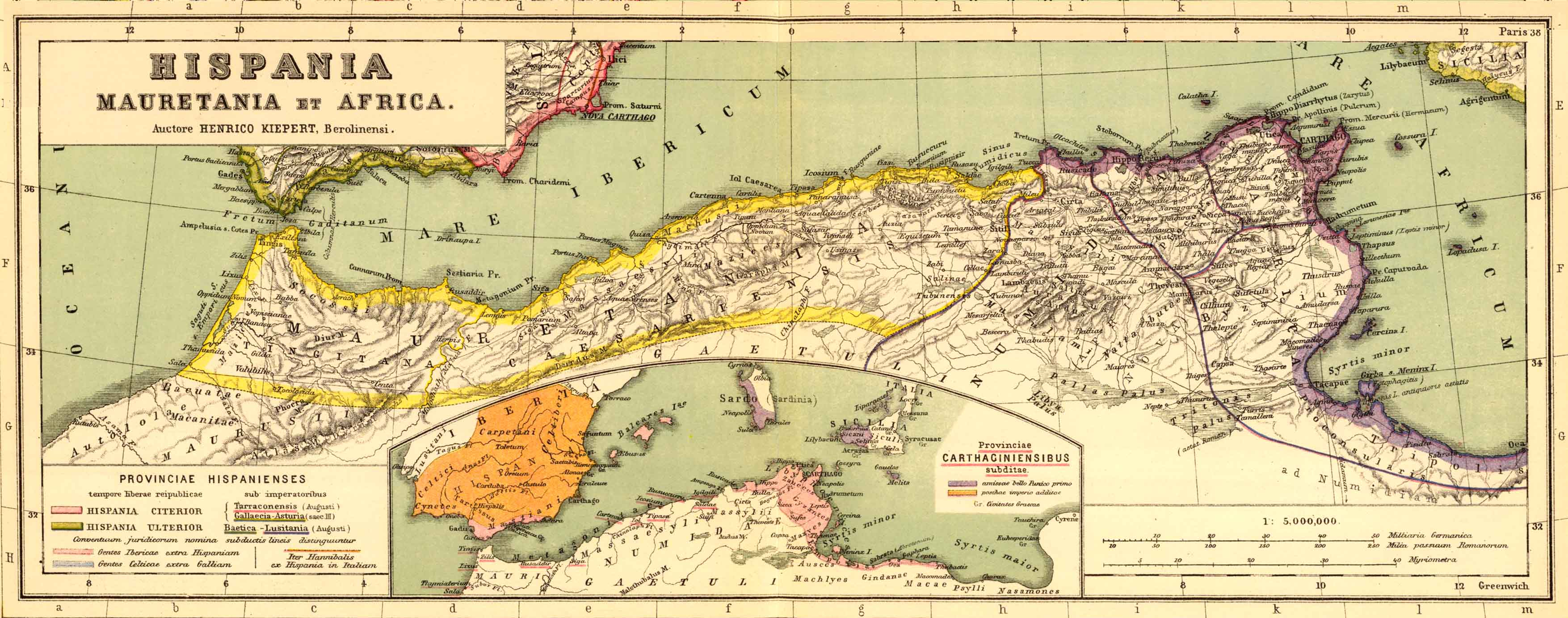
موريتانيا تنجيتانا (في الغرب)، موريتانيا القيصرية (في الوسط الغربي)، نوميديا (في الوسط الشرقي)، وإفريقية (في الشرق)، الجيتول (في المركز)

هناك العديد من الاتحادات الناطقة بالبربرية في إقليم توات أهمها الزناتة، الصنهاجة والحراطين. توجد أيضا مجتمعات من إفريقيا جنوب الصحراء والعرب (بنو هلال) ومجتمع يهودي اعتنق الإسلام.
في القديم اعتبر السكان جيتول لأنهم لم يخضعوا لأي قوة أجنبية وأعتبرت منطقتهم الأكثر أمانا بالنسبة للمتمردين البربر المقاومين للإمبراطورية الرومانية وحلفائها. بربر المنطقة منذ هذه الحقبة استقروا وبقوا على هذا النمط من الحياة حتى يومنا هذا. شيدت القصور والقرى حسب النمط المعماري لكل مجتمع.
الأسلمة جلبت معها اللغة العربية (اللغة العلمية) والكثير من العلماء والمرابطين والشيوخ من أبناء المنطقة أو ممن استقروا بها والذين كان لهم الأثر في الإسلام عبر المغرب العربي، وقد اعتمدت الكثير من تقاليد توات في مناطق أخرى من المغرب العربي.
يتشكل المجتمع الأدراري الحالي من:
- العرب: ساهموا مساهمة كبيرة في نشر الدين الإسلامي في إقليم توات وغرب أفريقيا، من خلال القوافل التجارية. استقروا بتوات فكان أول الوافدين عرب المعقل ثم بعدها قبيلة الكنتة خلال القرن 7هـ وستقروا بزاوية كنتة وبعدها قبيلة أولاد علي بن موسى القرشية التي نزلت بتمنطيط وقبائل بني هلال والعرب في توات مقسمون إلى:
  - الشرفة أو الشرفاء: وهم من يعودون بنسبهم لعلي بن أبي طالب.
  - المرابطين: وهم من رابطوا بالمساجد والزوايا لتعليم القرآن والفقه ونشر مبادئ الدين.
  - العرب: وهم الهلاليون غالباً فهم ليسوا لا من الشرفاء ولا المرابطين.
- السود: وهم في الأصل جيء بهم للمنطقة قديما سواء عند طريق تجارة الرق ومنهم من جاء بحثا عن حياة أفضل .
- الزناتة أو البربر: هم السكان الاصليون لأن البربر متواجدون بتوات قبل دخول الإسلام بكثير فاستقروا به ودليل ذلك تسميات القصور بتوات التي جاءت في معظمها بالزناتية و تارڨيةالطوارق بالرغم من أن عدداً كبير منهم دخل بعد سقوط دولة الزناتة بالمغرب وإلى هذا الرأي يذهب المؤرخ سيدي محمد بن عبد الكريم.
- الطوارق: وهم في الأصل من السكان الاصليون للولاية ومدن أقصى جنوب الولاية (برج باجي مختار، تيمياوين) ومتواجدون في أغلب ربوع الولاية وبالمدن الكبيرة منها خصوصاً مثل أدرار و رڨان و اولف.

### النمو السكاني
تبلغ نسبة النمو السكاني بولاية أدرار 2.57%، ونتائج آخر خمس إحصاءات للسكان مبينة في الجدول أدناه.
| السنة      | 1987    | 1998    | 2005    | 2008    | 2010    |
| ---------- | ------- | ------- | ------- | ------- | ------- |
| عدد السكان | 216.931 | 311.951 | 387.635 | 389.898 | 422.331 |

## الثقافة

### الزوايا

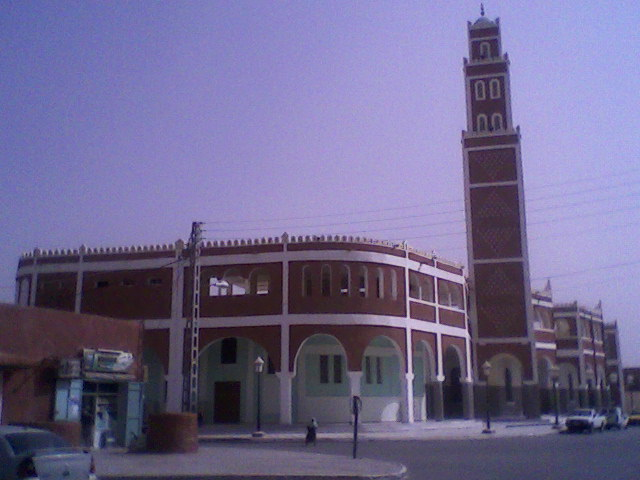
مسجد وزاوية الشيح سيدي محمد بالكبير

تعرف الولاية بمشائخها وزواياها ومدارسها القرآنية المتعددة حيث تشتهر المنطقة بحفظ القرآن الكريم وتلقين تعاليم الفقه المالكي والعقيدة الاشعرية ومبادئ التصوف السليم ومن أهم زوايا المنطقة:
- «زاوية الشيخ سيدي محمد بالكبير» بأدرار.
- «زاوية الشيخ العبقري» بتيميمون.
- «زاوية مولاي التهامي» في أوقديم.
- «زاوية الشيخ سيدي علي بن حنيني» بزاجلوا مرابطين.
- «زاوية الشيخ الحسان» بإن زغمير.
- «زاوية الشيخ مولاي عبد الله» بسالي.
- «زاوية الشيخ باي» بأولف.
- «زاوية الشيخ مولاي عبد الله الرقاني» برقان.
- «زاوية الشيخ عبد الكبير بالكبير» بغمارة بودة.
- «زاوية الضاوية» بأدرار.
- «زاوية الشيخ الحاج محمد البكاري» بتيميمون.
- «زاوية سيدي الحاج الشيخ الحاج محمد بن سالم عبد الفتاح بلعياد» بتسابيت.
- زاوية الشيخ سيدي الحبيب تسقاوت.
- زاوية الشيخ الحج عبد الكريم بباحو.
- زاوية الحاج أحمد الشيخ بتيلولين.
- زاوية الشيخ سيدي محمد ابالحاج تيلولبين.
- الزاوية الأحمدية التيجانية أوقروت للشيخ سيدي الحاج صالح أوكادوا.

### المخطوطات القديمة بالولاية
يوجد بولاية أدرار ما لا يقل عن 12 ألف مخطوط موزعة على حوالي 50 خزانة من قورارة شمالاً حتى تيديكلت جنوباً، معظم هذه المخطوطات معرضة للتلف والضياع بسبب طرق الحفظ التقليدية وعدم موافقت اصحابها على ترميمها أو وضعها في أيدي المؤسسسات الوطنية المخولة بصيانة المخطوط القديم مثل المركز الوطني للمخطوطات. تتناول هذه المخطوطات موضوعات متنوعة كالفقه والحديث وتفسير القرآن بالإضافة إلى الفلسفة وعلم الفلك والزراعة.
من بين 50 خزانة الموجودة بالولاية هذه قائمة بأكثر الخزائن شهرتاً:
- الخزانة البكرية للحاج عبد الحق القاضي وتضم نحو 2500 مخطوط، شغل الحاج عبد الحق منصب رئيس مجلس الشورى بأدرار والخزانة لا تزال موجودة ببيت القاضي الذي يقع في تمنطيط.
- خزانة الشيخ محمد باي بلعالم تضم 1500 مخطوط أهمها كتاب الغنية في الفقه. تقع الخزانة ببلدية أولف.
- خزانة الشيخ الحاج محمد باللكبير بها من المخطوطات 1500 وتقع الخزانة في مدينة أدرار.
- خزانة المطارفه لمحمد الطيب المتوفى سنة 1987 بها 600 مخطوط وتقع ببلدية المطارف.
- خزانة الحاج محمد باللوليد بقصر بوكان تضم نحو 500 مخطوط.
- خزانة الحاج حسن في أنزغمير بها نحو 400 محطوط معظمها معرض للتلف.
- خزانة بني يلو ببودة بها 240 مخطوط.
- خزانة سليماني علي بن محمد  بأدرار المدينة بها 200 مخطوط.
- خزانة الإمام المغيلي بزاوية كنتة لم يبق منها إلا 150 مخطوط بعد تقاسمها من قبل الورثة.
- خزانة كوسام تضم زهاء 150 مخطوط.

### الفلكلور

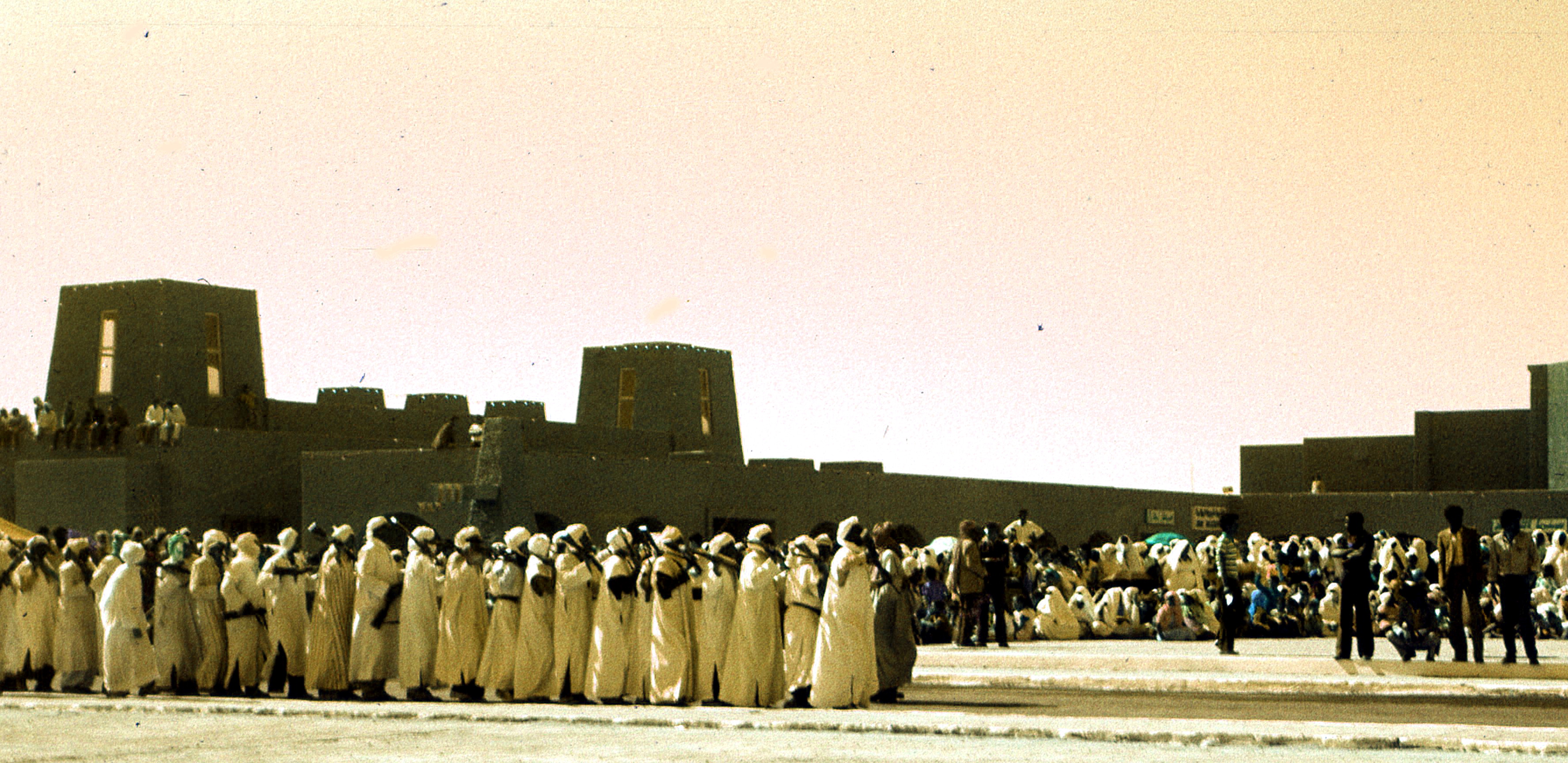
رقصة البارود بإحدى ساحات أدرار

يتنوع الفلكلور بولاية أدرار من الشمال إلى الجنوب بشكل كبير ويرجع ذلك إلى شساعة المساحة والتنوع الإثني للسكان ولعل فرقة أهل الليل هي أشهرها والتي تم تصنيفها مؤخراً من قبل منظمة اليونيسكو ضمن التراث العالمي.
توجد طبوع فلكلورية أخرى بالولاية أهمها: البارود، برزانة، الشلالي، التينـدي الزمار، الطبل، الحضرة وقرقابو.دارانيي
تقام هذه الرقصات الفلكلورية في المناسبات كالأعراس والزيارات والمولد النبوي الشريف وغيرها من المناسبات السعيدة والأفراح.

## النشاط الاٍقتصادي

### الفلاحة

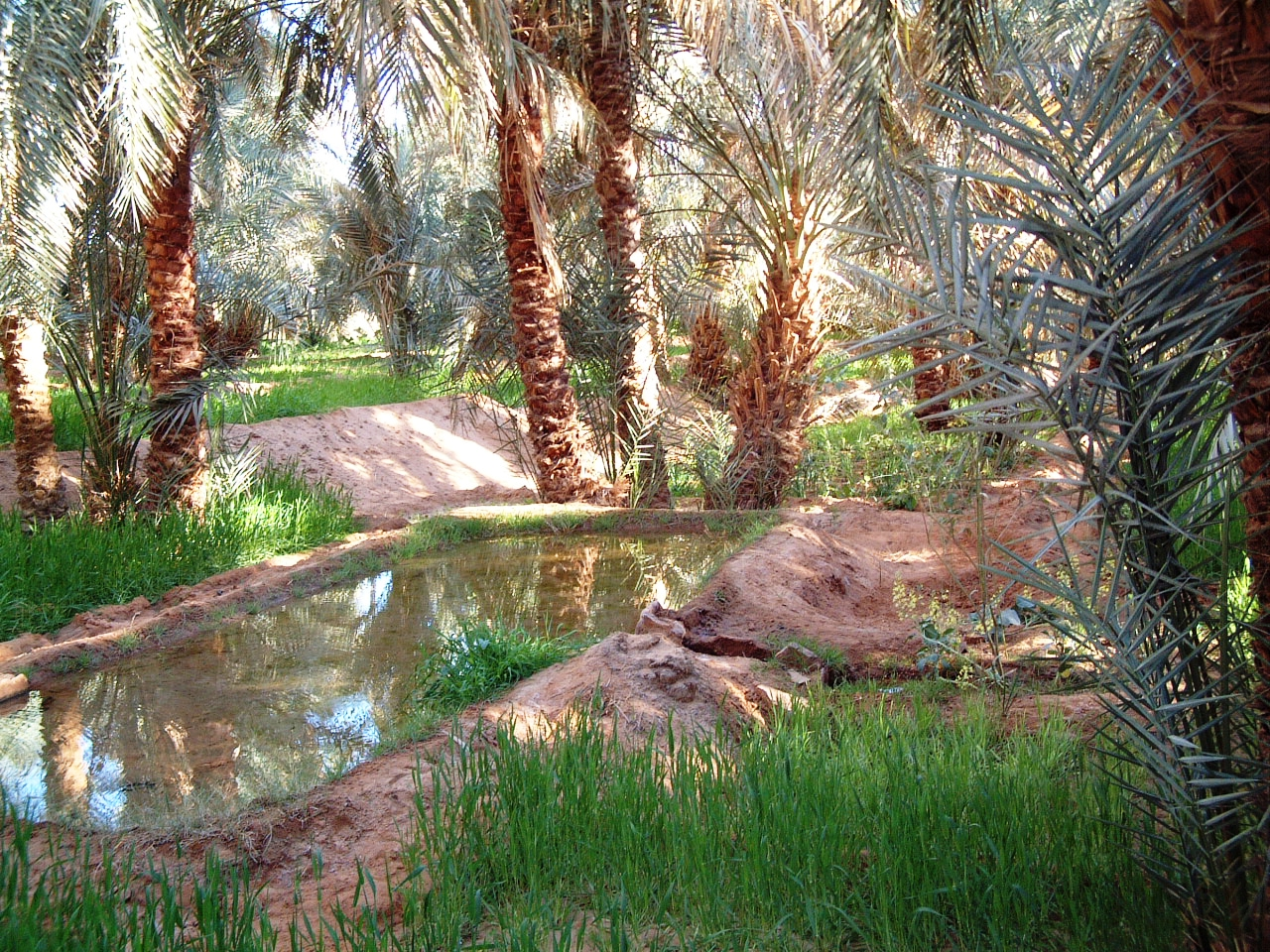
شكل زراعة الواحة (تيميمون)

يهتم معظم سكان ولاية ادرار بالزراعة المعاشية المروية التي تلبي حاجيات السكان بالدرجة الأولى. تعتبر الولاية من المصادر الزراعية المعتبرة بالجزائر، بسبب توفر كميات معتبرة من المياه الجوفية مما يسهل عملية استصلاح الأراضي الصحراوية، إلا أن ضعف التسويق الفلاحي يقف عائق أمام ازدهار الزراعة الكثيفة.

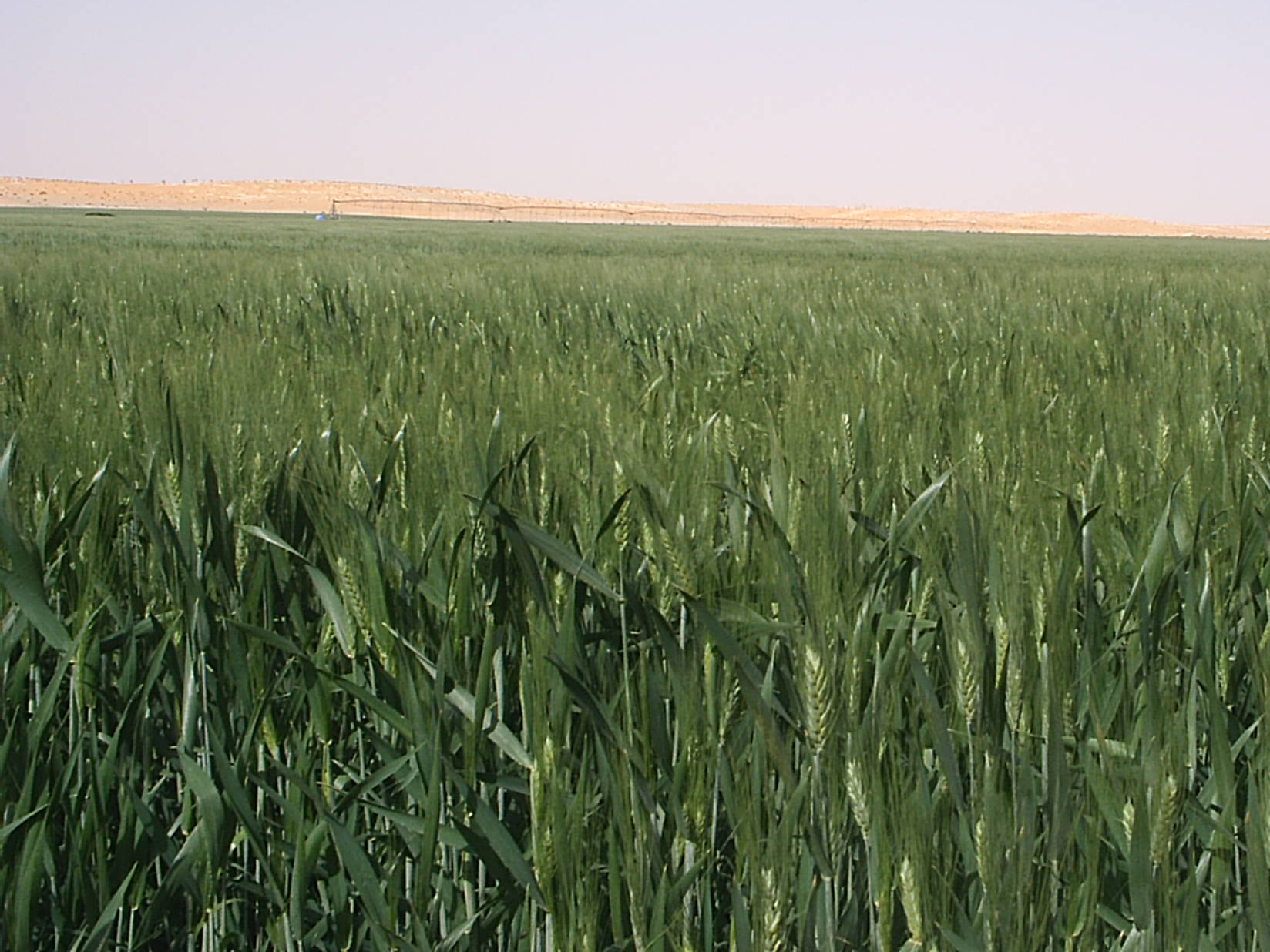
أحد الحقول المستصلحة بالولاية مزروع بالقمح

مشاريع الدولة الخاصة بتطوير الفلاحة في الولاية لم تأخذ البعد البيئي وخصائص الزراعة الصحراوية أو نظام الواحات بعين الاعتبار، مما ساهم في فشل وتراجع الإنتاج الزراعي عامة. في إطار تربية الماشية تعتبر برج باجي مختار الأولى في الولاية. وتقام فيها تظاهرة سنوية تسمى بعيد الجمل.

### التجارة
شهد ميدان التجارة بولاية أدرار نقلة نوعية وذلك بالتزامن مع القفزة الديمغرافية للولاية مع ظهور قانون الجنوب الكبير إذ أصبحت الولاية منطقة جذب للسكان نظراً لتحفيزات هذا القانون وكذلك بفضل تطور البنية التحتية المتمثلة أساساً في شبكة الطرق التي أصبحت تصل إلى معظم بلديات وقرى الولاية.

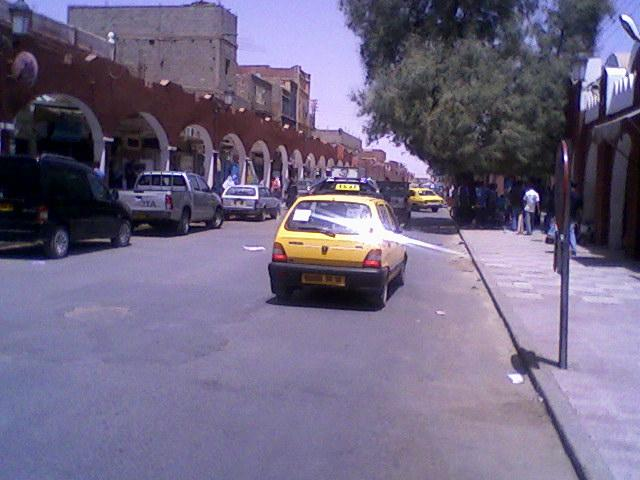
طريق بودة أكبر تجمع تجارية بمدينة أدرار

وخير دليل على تطور التجارة أنه أصبح من الممكن اليوم تناول السمك الطازج بالولاية التي تبعد عن وهران المدينة الساحلية بحوالي 1 400 كم.
تجارة العبور (المقايضة) مع دول أفريقيا جنوب الصحراء، حيث يتم تصدير عدة منتجات زراعية كالتمور والتبغ وغيرها واستيراد عدة بضائع كمواشي السيداون والجمال. لم تعد تجارة المقايضة بين الجزائر (ولاية أدرار) ومالي كما يدل اسمها تجارة من دون استخدام النقود بل أصبحت تجارة تحكمها قوانين ويشترط على التجار الذين يمارسونها الحصول على سجل تجاري خاص ووسائل نقل ملائمة ومحلات تجارية.
تراقب هذه التجارة من قبل مصالح الجمارك، التجارة والمصالح الفلاحية والبيطرية من أجل ضمان السير الحسن للعملية ومراقبة نوعية وطبيعة المواد المقايضة.

### المقاولات
تمثل المقاولات أحد أهم القطاعات الاقتصادية بالولاية وذلك بتوفيرها لمناصب شغل كثيرة بالرغم من كونها غير دائمة في غالب الأحيان:
- إنشاء وترميم الطرق: تتوفر الولاية على 2 188 كم من الطرق الوطنية، 650 كم من الطرق الولائية و429 كم من الطرق البلدية والتي تتطلب ترميم وصيانة دائمة.[26] هناك مشاريع لإنشاء شبكة طرق جديدة بطول 400 كم في إطار المشروع الخماسي (2010-2014)[27] بالإضافة إلى مشروع إعادة بناء جسر فم الخنق الواقع على الحدود بين الولاية وولاية بشار والذي إنهار إثر الأمطر الطوفانية التي شهدتها المنطقة في خريف عام 2008.[28][29]
- بناء المساكن: تدعمت الحضيرة الولائية للسكن في أكتوبر 2009 ب 9.000 وحدة سكنية في حين بقت 5.590 وحدة في طور الإنجاز، في المخطط الخماسي (2010-2014) هناك مشاريع لإضافة 23 ألف سكن جديد للحضيرة.[30]

### المحروقات
عام 1980 شهد أول اكتشاف للزيت بمنطقة السبع بولاية أدرار (حوض تيميمون، منطقة معروفة بالغاز). بعد ذلك بأكثر من عشرين سنة تم اكتشاف أول حقل للغاز الطبيعي بالولاية بنفس المنطقة بمخزون يقدر ب 170 مليار م³ وهو ما أعطى دفعة اقتصادية قوية للولاية ووفر المئات من مناصب الشغل للشباب الجامعي وغير الجامعي.
يبلغ مخزون المنطقة من البترول 600 مليون برميل، أنشأت مصفاة البترول بالسبع بشراكة بين الجزائر وشركة صينية تملك سوناطراك نسبة 30% وتعود 70% للشركة الصينية، قدرت قيمة العقد ب 106 مليون دولار. تبلغ طاقة إنتاج المصفاة 600 000 طن/سنة تضم ثمانية أنواع من الوقود منها الكيروسين، يوجه هذا الوقود إلى ولايات بشار تندوف تمنراست التي كانت فيما سبق تحصل عليه من مصفاة أرزيو. وفرت هذه المصفاة 500 منصب شغل للصينيين و1 200 منصب بالنسبة للجزائريين.
تتمتع مدينة أدرار بشبكة محلية من غاز المدينة تغطي 2500 مسكن منذ سنة 2000، تم إطلاق مشروع عملاق لتزويد كامل الولاية بغاز المدينة بين عامي 2008 و2010 وذلك بربط بئر السبع ببئر عين صالح بولاية تمنراست بواسطة قنوات تمر بكامل البلديات والقصور التابعة لأولف، رقان. وتيميمون يتطلب ذلك إنشاء شبكة أنابيب نقل يقدر طولها ب 1 149 كم بالإضافة إلى شبكة لتوزيع الغاز على السكنات يقدر طولها ب 785 كم.
ورغم هذه الثروات الهائلة إلا أن سكان السبع بالدات يقولون أنهم يواجهون تهميش وتمييز في قطاع الشغل شأنهم شأن باقي شباب الولاية وقد عبروا عن ذلك بالعديد من الاحتجاجات.

### السياحة

دار السياحة لولاية أدرار (أدرار)

تعد ولاية أدرار محطة جذب سياحي هامة بالجزائر وذلك لتوفرها على جميع مقومات السياحة الصحراوية:
القصور توجد عدة معالم أثرية رائعة كقصور تيميمون، تمنطيط وزاوية كنتة وأهمهم قصر حماد الأثري وغيرها كما توجد العديد من الحصون والقصبات التي تبقى شاهداً على حضارة كبيرة وذلك من خلال هندستها المعمارية وتاريخها العريق بالإضافة إلى ما تحويه من مخطوط
الطبيعة وتتجلى في الواحات الممتدة من أقصى قورارة بشمال الولاية حتى حدود إقليم تيديكلت بالإضافة إلى مغارة قصر تماسخت والأشجار المتحجرة وكهوف الشارف بمنطقة أولف.

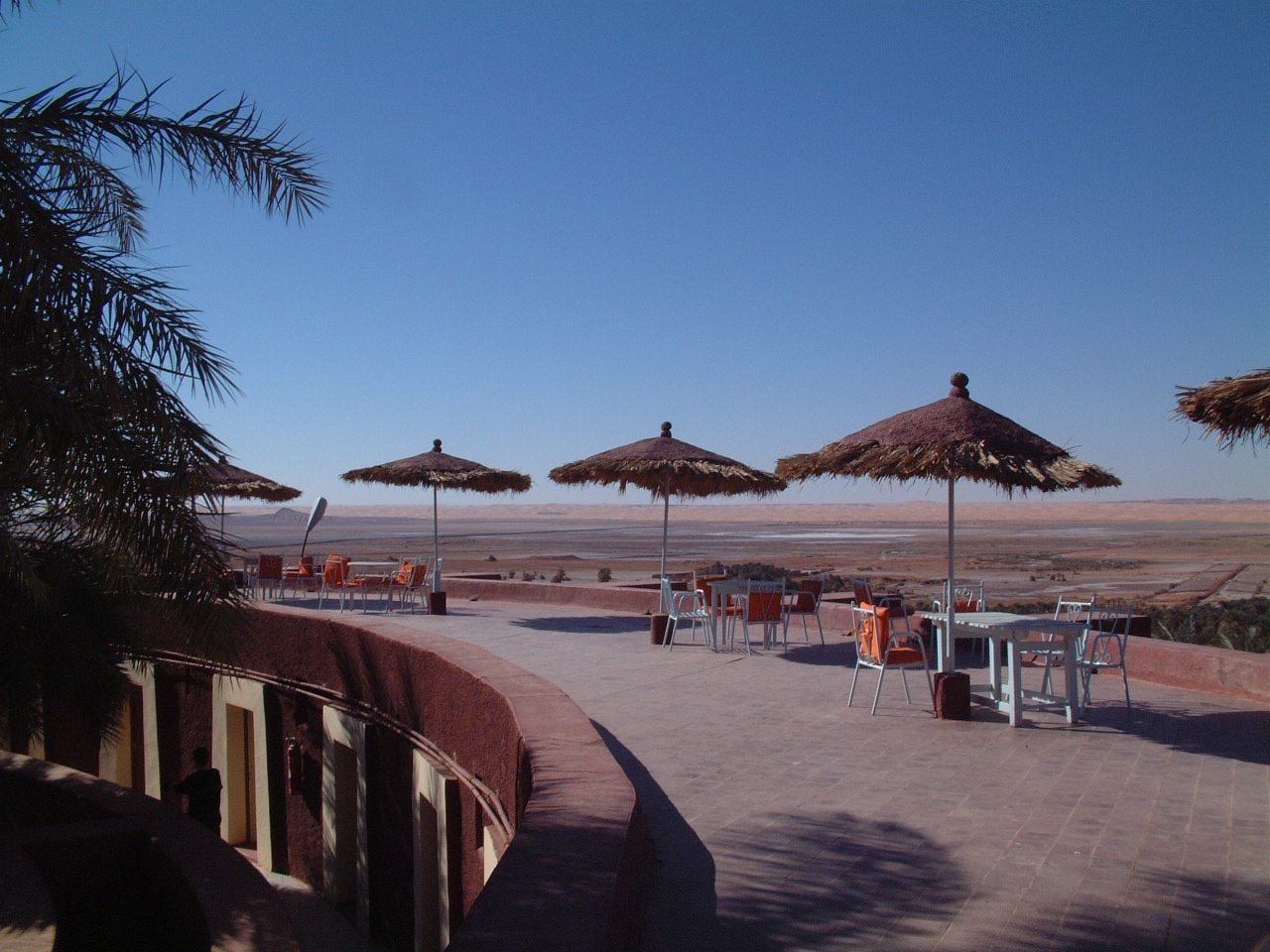
سطح فندق قورارة بتيميمون

الفنادق والمخيمات هناك فندقين شهيرين بولاية أدرار هما فندق توات بأدرار وفندق قورارة بتيميمون بالإضافة إلى عدة فنادق صغيرة أخرى كفندق تيمي، نزل اقرينج وفندق الجامعة الإفريقية. كما توجد عدة مخيمات هي مخيم مراقن بأدرار، مخيم النخيل ومخيم وردة الرمال بتيميمون.
يبقى الاستثمار السياحي ضعيفاً نظراً للطاقات التي تتوفر عليها الولاية فقد تم في عام 2009 مثلاً إطلاق مشاريع:
- إنجاز مركز الاعلام والتوجيه السياحي.
- مركزين للصناعة التقليدية واحد برقان والآخر بشروين.

### الصناعة التقليدية

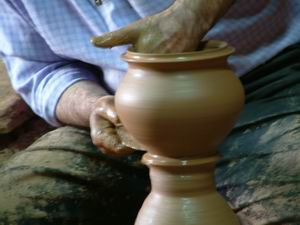
حرفي يقوم بصناعة الفخار

تعد الصناعة التقليدية أحد أهم مقومات الأقتصاد المحلي بالولاية فهي لا تزال تمثل مصدر رزق للكثير من العائلات بالإضافة لكونها مصدر جذب للسياح الذين يزورون المنطقة بغية التمتع بالتراث المحلي الذي يحافظ على أصالته في أغلب قصور الولاية. نجد من الصناعات التقليدية: صناعة الفخار، صناعة النسيج، الصناعة الجلدية، صناعة الحلي، السلالة واللباس التقليدي.

## فن الطهو الأدراري

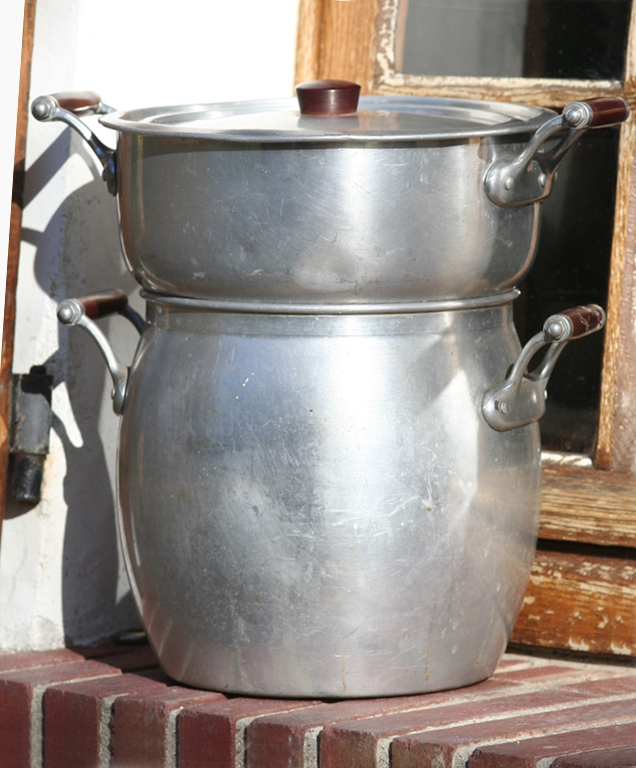
القدر وفوقه الكسكاس (وسيلة تحضير الطعام)

يتميز المطبخ الأدراري بتنوع أطباقه التقليدية التي كانت فيما مضى أطباق رئيسية لتتحول في الآونة الأخيرة إلى وجبات تحضر في الأعياد والمناسبات الخاصة التي يجتمع فيها أفراد العائلة. نذكر من بين الوجبات: خبز القلة، العيش أو الطعام (أوشو)، المردود (بحكوكس)، التكبوس كذلك السفوف (إفاريقن)، البطنة (تبطانت) والكنود (خبز أنور).
- الأسماء بين قوسين هي ترجمة الكلمة بالزناتية.

كسرة الرضفة تشبه التقلة عند التوارق مصنوعة من دقيق القمح توضع فوق حجارة مسطحة وتغطى بالرماد.

## النقل

### النقل البري
ينقسم النقل البري بالولاية إلى ثلاث أقسام:
حضري: يتم بواسطة حافلات من 9 إلى 25 مقعد أو سيارات الأجرة.
محلي: وهو بحافلا متواضعة للنقل بين البلديات والقصور أو بينها وبين أدرار مركز الولاية.
بين الولايات: وهو الذي يضمن المواصلات بين ولاية أدرار وباقي ولايات الوطن وذلك بخطوط نحو الجزائر، وهران، تلمسان، سطيف، بشار، بني عباس، تيندوف، عين صالح، تمنراست، ورقلة، غرداية وغيرها من المدن الرئيسية الأخرى. تنطلق معظم الرحلات بين الولايات من محطة الحافلات بأدرار إلا أن البعض الآخر ينطلق من تيميمون.

### النقل الجوي
يوجد بالولاية ثلاث مطارات تضمن المواصلات الجوية مع باقي أرجاء الوطن:
- مطار سيدي محمد بلكبير الدولي: أنشئ عام 1983[42] وله رحلات نحو مطارات جزائرية أخرى بالإضافة إلى رحلات دولية خاصة أثناء موسم الحج.[43]
- مطار تيميمون (قورارة) الوطني: وهو السند القوي لقطاع السياحة بمدينة تيميمون.[44]
- مطار برج باجي المختار

## صحة
- مستشفى ابن سينا بأدرار.
- مستشفى محمد الهاشمي بتيمون.
- مستشفى ريجان.
- مستشفى نور الدين الصحراوي بأولف.
- مستشفى برج باجي مختار.
- مستشفى زاوية كونتا.
- مستشفى اوجروت.
- مركز مستشفى تيليلان .
- مستشفى تليلان (240 سرير).
- مستشفى المسنين بسعة 120 سريراً.
- - مستشفى للأمراض النفسية بسعة 120 سريراً.
- مركز السرطان بسعة 120 سريراً.

وفي سنة 2014، تم توفير التغطية الصحية بهذه الولاية من قبل طبيب متخصص لفائدة 6722 ساكنا، وممارس عام لفائدة 1200 ساكن، وصيدلي لفائدة 8780 ساكنا.

## التعليم الجامعي
تم في عام 1986م إنشاء أول بذرة جامعية بولاية أدرار تحت اسم المعهد الوطني العالي للشريعة بأدرار لتصبح في العام 2001م جامعة تضم ثلاث كليات.
- جامعة أدرار[46]
- كليـة الآداب والعلـوم الإنسانيـة.
- كليـة العلـوم الاجتماعيـة والعلـوم الإسلاميـة.
- كليـة العلـوم وعلـوم الهندسـة.

تسمى هذه الجامعة بالجامعة الإفريقية أو جامعة العقيد أحمد دراية، تقع على الطريق الوطني رقم 6 مواجهة للمنطقة الصناعية.

## ألبوم الصور

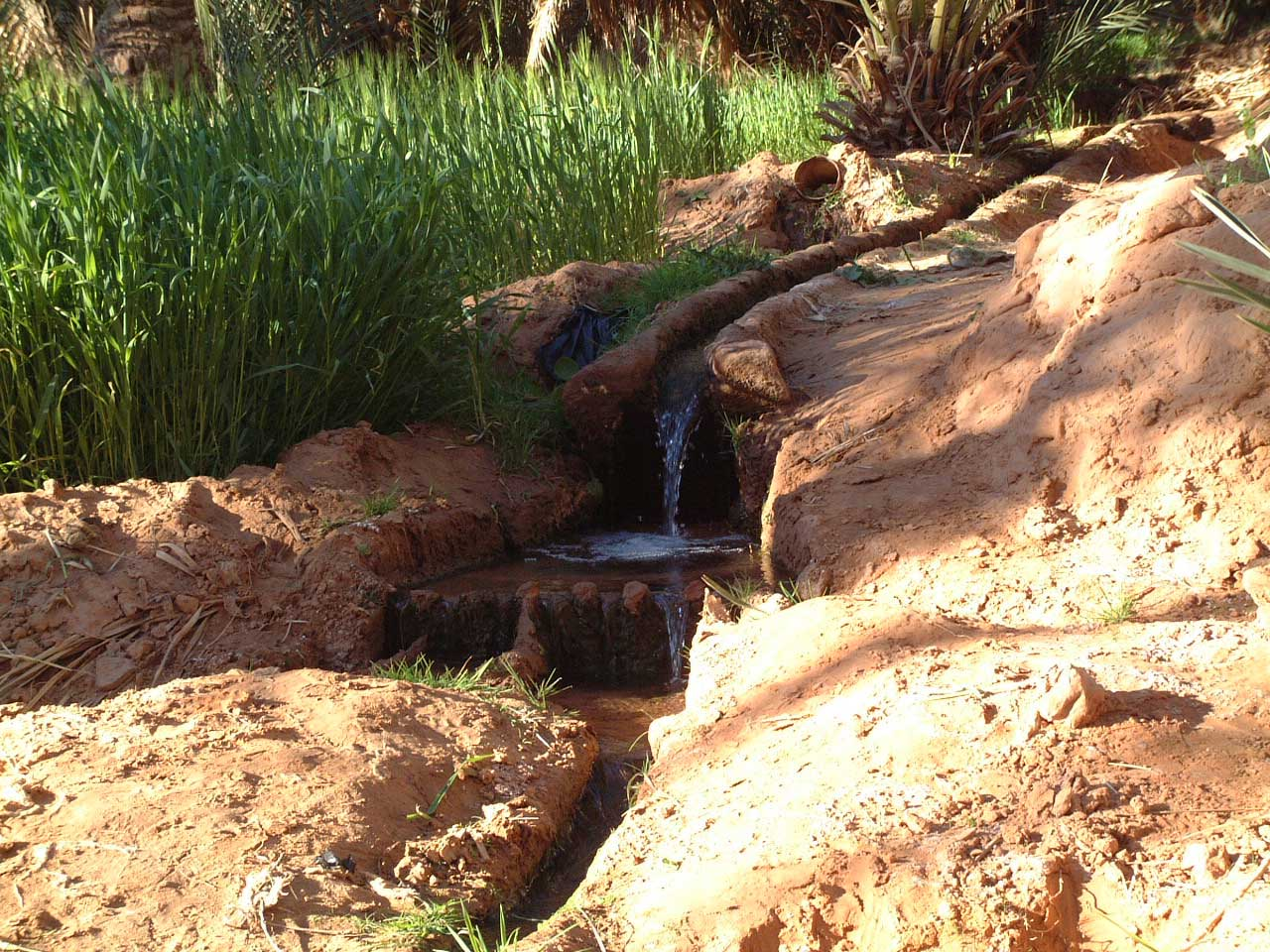
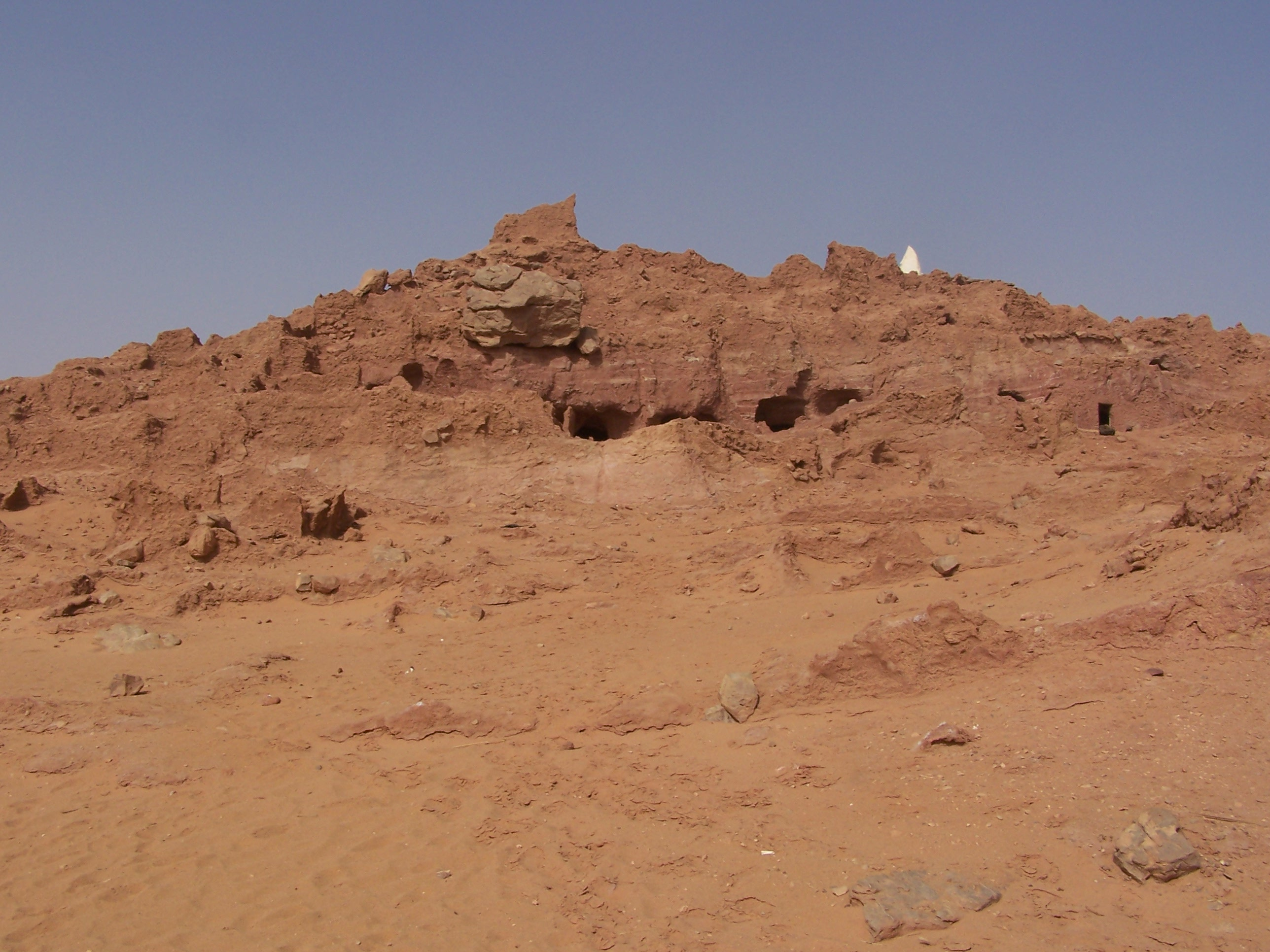
كهوف الشارف بتيمقتن (أولف)
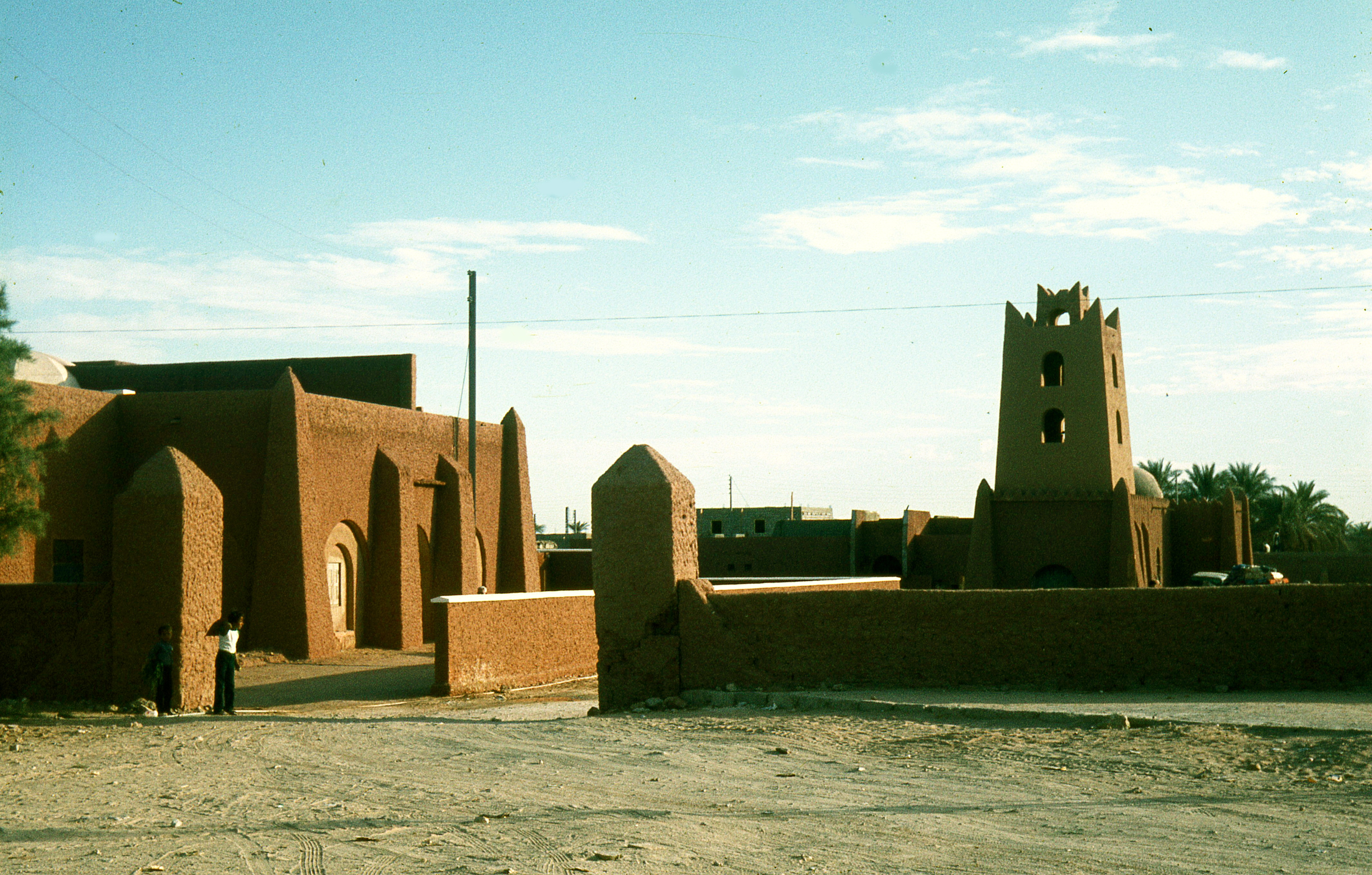

## نواب ولاية أدرار في المجلس الشعبي الوطني
يبلغ عدد النواب في المجلس الشعبي الوطني عن ولاية أدرار 5 نواب خلال الدورة التشريعية 2017م-2022م التي انطلقت بعد 4 ماي 2017م.
التوزع الجنسي لنواب البرلمان عن ولاية أدرار (2017م-2022م)
يتوزع نواب البرلمان عن ولاية أدرار في الدورة التشريعية 2017م-2022م وفق الجنس حسب النسب التالية:
1. النواب النساء: 1 (20.00 %).
2. النواب الرجال: 4 (80.00 %).

### التوزيع الحزبي
الانتماء الحزبي لنواب البرلمان عن ولاية أدرار (2017م-2022م)
يتوزع نواب البرلمان عن ولاية أدرار في الدورة التشريعية 2017م-2022م حسب عدة قوائم حزبية:
1. تجمع أمل الجزائر: 1 نائب (20.00 %).
2. التجمع الوطني الديمقراطي: 1 نائب (20.00 %).
3. جبهة التحرير الوطني: 2 نواب (40.00 %)
4. حزب الكرامة: 1 نائب (20.00 %).

## وصلات أخرى

### وصلات داخلية
- دوائر ولاية أدرار
- دائرة أدرار
- بلدية أدرار و مدينتها

### وصلات خارجية
- موقع جامعة أدرار.
- موقع إذاعة أدرار الجهوية: البث الحي (هنا).